# Empresa de Planejamento e Logística
Empresa de Planejamento e Logística S.A. (EPL) foi uma empresa pública do Brasil, vinculada ao Ministério da Infraestrutura, atuava na prestação de serviços na área de projetos, estudos e pesquisas destinados a subsidiar o planejamento da infraestrutura, da logística e dos transportes.

## História
Através da Medida provisória 511/2010, Art. 2º, o presidente Lula autorizou a União a garantir o financiamento de até R$20 bilhões entre o BNDES e o futuro concessionário do TAV Rio-São Paulo.
Em 4 de maio  de 2011, através da conversão da MP 511/2010 na Lei 12.404/2011, foi autorizada a criação da Empresa de Transporte Ferroviário de Alta Velocidade S.A. (ETAV), cujo propósito era o desenvolvimento do trem de alta velocidade, integrado com as demais modalidades de transporte.
Posteriormente, com a Lei 12.743/2012, a empresa foi renomeada para Empresa de Planejamento e Logística S.A (EPL) e teve seu objeto ampliado para prestar serviços na área de projetos, estudos e pesquisas destinados a subsidiar o planejamento da infraestrutura, da logística e dos transportes no Brasil.
Em maio de 2022, foi anunciada a decisão em unificar a Valec com a Empresa de Planejamento e Logística (EPL) para criar uma nova empresa que se chamará Infra S.A. e será responsável pelo planejamento e estruturação de projetos para o setor de transportes.
Em 30 de outubro de 2022, a empresa foi incorporada a Valec Engenharia, Construções e Ferrovias S.A.